# Llista de constants matemàtiques
Aquesta és una llista de constants matemàtiques ordenades segons la seva representació en fracció contínua:
| Nom | Conjunt de nombres   | Definició o valor aproximat | Representacions en fracció contínua                                                                     |
| --- | -------------------- | --- | --- |
| 0   | ℕ                    | {\displaystyle 0} | [0;] |
| 1/2 | ℚ                    | {\displaystyle 0.5} | [0; 2]                                                                                                  |
| γ   | ℝ                    | {\displaystyle \lim _{n\rightarrow \infty }\left(1+{\frac {1}{2}}+{\frac {1}{3}}+{\frac {1}{4}}+...+{\frac {1}{n}}-\ln(n)\right)} on {\displaystyle ln} representa el logaritme natural.                                                                         | [0; 1, 1, 2, 1, 2, 1, 4, 3, 13, 5, 1, 1, 8, 1, 2, 4, 1, 1, 40, 1, 11, 3, 7, 1, 7, 1, 1, 5, 1, 49, …]    |
| β   | ℝ                    | {\displaystyle x_{n+1}=x_{n}\pm \beta x_{n-1}\,\!} degenera exponencialment quan {\displaystyle n\rightarrow \infty \,\!} amb una probabilitat igual a 1. | [0; 1, 2, 2, 1, 3, 5, 1, 2, 6, 1, 1, 5, …]                                                              |
| K   | ℝ(\ℚ ?)              | {\displaystyle \lim _{x\rightarrow \infty }{\frac {N(x){\sqrt {\ln(x)}}}{x}}} on {\displaystyle N(x)} és el nombre de nombres naturals inferiors a {\displaystyle x} que són la suma de dos quadrats.                                                            | [0; 1, 3, 4, 6, 1, 15, 1, 2, 2, 3, 1, 23, 3, 1, 1, 3, 1, 1, 7, 2, 3, 3, 18, 2, 1, 2, 1, 2, 1, 6, …]     |
| B₄  | ℝ                    | {\displaystyle \left({\frac {1}{5}}+{\frac {1}{7}}+{\frac {1}{11}}+{\frac {1}{13}}\right)+\left({\frac {1}{11}}+{\frac {1}{13}}+{\frac {1}{17}}+{\frac {1}{19}}\right)+\left({\frac {1}{101}}+{\frac {1}{103}}+{\frac {1}{107}}+{\frac {1}{109}}\right)+\cdots } | [0; 1, 6, 1, 2, 1, 2, 956, 8, 1, 1, 1, 23, …]                                                           |
| G   | ℝ                    | {\displaystyle {\frac {1}{1^{2}}}-{\frac {1}{3^{2}}}+{\frac {1}{5^{2}}}-{\frac {1}{7^{2}}}+...} | [0; 1, 10, 1, 8, 1, 88, 4, 1, 1, 7, 22, 1, 2, 3, 26, 1, 11, 1, 10, 1, 9, 3, 1, 1, 1, 1, 1, 1, 2, 2, …]  |
| M   | ℝ                    | {\displaystyle \lim _{n\rightarrow \infty }\left(\sum _{p\leq n}{\frac {1}{p}}-\ln(\ln(n))\right)=\gamma +\sum _{p}\left[\ln \left(1-{\frac {1}{p}}\right)+{\frac {1}{p}}\right]}                                                                                | [0; 3, 1, 4, 1, 2, 5, 2, 1, 1, 1, 1, 13, 4, 2, 4, 2, 1, 33, 296, 2, 1, 5, 19, 1, 5, 1, 1, 1, 1, 1, …]   |
| 1   | ℕ                    | {\displaystyle 1} | [1;] |
| φ   | Irracional quadràtic | {\displaystyle {\frac {{\sqrt {5}}+1}{2}}} | [1; 1, 1, 1, 1, 1, 1, 1, 1, 1, 1, 1, 1, 1, 1, 1, 1, 1, 1, 1, 1, …]                                      |
| E   | ℝ\ℚ                  | {\displaystyle \sum _{n=1}^{\infty }{\frac {1}{2^{n}-1}}} | [1; 1, 1, 1, 1, 5, 2, 1, 2, 29, 4, 1, 2, 2, 2, 2, 6, 1, 7, 1, 6, 2, 1, 1, 1, 20, 1, 3, 1, 1, 1, …]      |
| B₂  | ℝ                    | {\displaystyle \left({\frac {1}{3}}+{\frac {1}{5}}\right)+\left({\frac {1}{5}}+{\frac {1}{7}}\right)+\left({\frac {1}{11}}+{\frac {1}{13}}\right)+\left({\frac {1}{17}}+{\frac {1}{19}}\right)+\left({\frac {1}{29}}+{\frac {1}{31}}\right)+\cdots }             | [1; 1, 9, 4, 1, 1, 8, 3, 4, 7, 1, 3, 3, 1, 2, 1, 1, 12, 4, 2, 1, 2, 2, …]                               |
| K   | ℝ                    | {\displaystyle {\sqrt[{n}]{\|f_{n}\|}}\to 1,13198824\dots {\mbox{quan }}n\to \infty .} on {\displaystyle f_{n}} és una sèrie de Fibonacci aleatòria | [1; 7, 1, 1, 2, 1, 3, 2, 1, 2, 1, 17, 1, 1, 2, 1, 2, 4, 1, 2, …]                                        |
| √2  | ℝ\ℚ                  | Arrel quadrada de dos | [1; 2, 2, 2, 2, 2, 2, 2, 2, 2, 2, 2, 2, 2, 2, 2, 2, 2, 2, 2, 2, 2, 2, 2, 2, 2, 2, 2, 2, 2, 2, …]        |
| μ   | ℝ                    | Únic zero positiu f de la funció logaritme integral {\displaystyle {\rm {li}}(x)=\int _{0}^{x}{\frac {{\rm {d}}t}{\ln(t)}}.} | [1; 2, 4, 1, 1, 1, 3, 1, 1, 1, 2, 47, 2, 4, 1, 12, 1, 1, 2, 2, 1, 7, 2, 1, 1, 1, 2, 30, 6, 3, 6, …]     |
| 2   | ℕ                    | {\displaystyle 2} | [2;] |
| α   | ℝ                    | ≈ 2,502 907 875 095 892 822 283 902 873 218 215 78 | [2; 1, 1, 85, 2, 8, 1, 10, 16, 3, 8, 9, 2, 1, 40, 1, 2, 3, 2, 2, 1, 17, 1, 1, 5, 3, 2, 6, 3, 5, 1, …]   |
| e   | ℝ\ℚ                  | {\displaystyle \lim _{n\to \infty }\left(1+{\frac {1}{n}}\right)^{n}} | [2; 1, 2, 1, 1, 4, 1, 1, 6, 1, 1, 8, 1, 1, 10, 1, 1, 12, 1, 1, 14, …]                                   |
| Kh  | ℝ                    | Per {\displaystyle x=a_{0}+{\frac {1}{a_{1}+{\frac {1}{a_{2}+{\frac {1}{a_{3}+...}}}}}}}, es compleix gairebé sempre que {\displaystyle \lim _{n\rightarrow \infty }\left(\prod _{i=1}^{n}a_{i}\right)^{1/n}=K\approx 2,6854520010\dots }                        | [2; 1, 2, 5, 1, 1, 2, 1, 1, 3, 10, 2, 1, 3, 2, 24, 1, 3, 2, 3, 1, 1, 1, 90, …]                          |
| 3   | ℕ                    | {\displaystyle 3} | [3;] |
| π   | ℝ\ℚ                  | Producte de Wallis: {\displaystyle {\frac {2}{1}}\cdot {\frac {2}{3}}\cdot {\frac {4}{3}}\cdot {\frac {4}{5}}\cdot {\frac {6}{5}}\cdot {\frac {6}{7}}\cdot {\frac {8}{7}}\cdot {\frac {8}{9}}\cdots ={\frac {\pi }{2}}}                                          | [3; 7, 15, 1, 292, 1, 1, 1, 2, 1, 3, 1, 14, 2, 1, 1, 2, 2, 2, 2, 1, 84, 2, 1, 1, 15, 3, 13, 1, 4, 2, …] |
| 4   | ℕ                    | {\displaystyle 4} | [4;] |
| δ   | ℝ                    | ≈ 4,669 201 609 102 990 671 853 203 820 466 201 61 | [4; 1, 2, 43, 2, 163, 2, 3, 1, 1, 2, 5, 1, 2, 3, 80, 2, 5, 2, 1, 1, 1, 33, 1, 1, 53, 1, 1, 1, 1, 1, …]  |